# Stadion Střelnice
Das Stadion Střelnice, zwischenzeitlich Chance Arena, ist ein Fußballstadion in der tschechischen Stadt Jablonec nad Nisou. Es ist die Spielstätte des Fußballvereins FK Jablonec. Im Stadion stehen 6.108 Sitzplätze zur Verfügung.

## Charakteristika
Das Stadion liegt am südwestlichen Stadtrand. Es verfügt über drei Tribünen. An der Ostseite, wo auch der Haupteingang liegt, befindet sich die überdachte Haupttribüne. Gegenüber auf der Westseite befindet sich eine ebenfalls überdachte Sitzplatztribüne, in deren nördlichem Teil sich der Gästesektor befindet. Hinter dem Tor auf der Südseite steht seit 2005 ebenfalls eine überdachte Sitzplatztribüne. Die Nordseite ist nicht ausgebaut. Unmittelbar neben der Arena steht das Leichtathletikstadion der Stadt.

## Geschichte
Der Platz, an dem sich das heutige Stadion befindet, wurde bereits im 19. Jahrhundert vom Schützenverein der Stadt Jablonec (deutsch: Gablonz) genutzt. Seit Anfang des 20. Jahrhunderts wurde das Gelände der Schützen auch von den Fußballern der Stadt genutzt. Zu einem Ausbau kam es im Jahr 1927, als neben Bänken, Umkleideräumen und Kassenhäuschen auch eine kleine Holztribüne errichtet wurde. Eröffnet wurde der Sportplatz Schützenhaus – die tschechische Bezeichnung lautete Střelnice – des BSK Gablonz mit einem Spiel gegen den DFK Reichenberg.
1955 entstand eine neue große Tribüne mit Holzdach und Stützpfeilern. Im Jahr 1963 erhielt der bisherige Ascheplatz eine Rasenfläche. Ein Jahr später übernahm der Automobilhersteller LIAZ als neuer Trägerbetrieb das Patronat über den bislang als Jiskra Jablonec fungierenden Klub. Dadurch kam es auch zu grundlegenden Änderungen am Stadion. Zunächst wurde für die Leichtathleten des TJ LIAZ Jablonec eine Laufbahn gebaut, wodurch das Spielfeld stark verengt wurde. Außerdem entstand auf der gegenüberliegenden Seite eine Tribüne mit 2.620 Sitzplätzen.
Nach der samtenen Revolution wurde das Stadion modernisiert. Im Jahr 1994 erhielt das Stadion im zweiten Anlauf eine in der schneereichen Region dringend benötigte Rasenheizung. Zwei Jahre später wurde das Stadion bedingt durch den Aufstieg des Klubs in die höchste Spielklasse abermals renoviert und modernisiert.
Anfang des 21. Jahrhunderts ging das Stadion vom TJ LIAZ Jablonec in den Besitz der Stadt über, wodurch ein jahrelanger Streit beendet werden konnte. Mitte 2003 erhielt das Stadion eine Flutlichtanlage, Mitte 2004 auf der Südseite eine überdachte Tribüne mit 1.839 Sitzplätzen. Im Jahr 2005 wurde die Haupttribüne abgerissen und innerhalb eines Jahres eine neue, moderne Haupttribüne für 3.000 sitzende Zuschauer errichtet.
Im August 2007 wurde das Stadion in Chance Arena umbenannt. Dabei fungiert der tschechische Wettanbieter CHANCE a.s. als Namenssponsor. 2014 erhielt es seinen alten Namen Stadion Střelnice zurück.